# Steinbach (Petersaurach)
Steinbach ([ˈʃtaɪ̯nˌbax] , fränkisch: Schdahmba) ist ein Gemeindeteil der Gemeinde Petersaurach im Landkreis Ansbach (Mittelfranken, Bayern). Steinbach liegt in der Gemarkung Großhaslach.

## Geografie
Das Dorf liegt im Steinbachtal. Dort fließt der Riedfeldgraben als rechter Zufluss in den Steinbach, der ein rechter Zufluss des Haselbachs ist. Südlich des Ortes mündet der Tiefentalgraben als rechter Zufluss in den Steinbach. Südlich schließt sich der Haslacher Wald an, 0,75 km östlich liegt die Flur Tiefental. Gemeindeverbindungsstraßen führen zur Staatsstraße 2246 nördlich von Bruckberg (1,3 km nordwestlich), nach Großhaslach (2,6 km südlich) und die Kreisstraße AN 17 kreuzend nach Höfstetten (2,7 km östlich).

## Geschichte
Im 16-Punkte-Bericht des Oberamtes Ansbach von 1684 wurden für Steinbach elf Mannschaften verzeichnet: Vier Anwesen unterstanden dem Hofkastenamt Ansbach, ein Anwesen den Herren von Eyb zu Bruckberg, ein Anwesen dem Geheimen Secretarius Wider und fünf Anwesen ursprünglich den Herren von Danngrieß zu Vach, jetzt Pfinzing. Das Hochgericht übte das brandenburg-ansbachische Hofkastenamt Ansbach aus.
In den Oberamtsbeschreibungen des Fürstentums Ansbach von Johann Georg Vetter aus dem Jahr 1732 wird der Ort folgendermaßen beschrieben: „Steinbach Ein Weyler, darinnen 4. Castenamt Anßpachische 1. zum Schloß Bruckberg gehöriger Unterthan und 6. Nürnberg Pfintzingsche Hintersaßen und 1. gemeines Hürtenhauß. Diese pfarren nach Großenhaßlach und geben den Zehenden denen Pfintzingern in Nürnberg. Die Gemeindsherrschaft gehört zum Schloß Bruckberg. Die hochfraischlich Hohe Obrigkeit aber, in das allhiesige Ober- und Castenamt Anßpach.“
Gegen Ende des 18. Jahrhunderts gab es in Steinbach 13 Anwesen und ein Gemeindehirtenhaus. Das Hochgericht übte das Hofkastenamt Ansbach aus, die Dorf- und Gemeindeherrschaft hatte das Vogtamt Bruckberg. Grundherren waren das Fürstentum Ansbach (Hofkastenamt Ansbach: 1 Höflein, 2 Halbhöfe, 2 Güter, 1 Mühlgut; Vogtamt Bruckberg: 1 Gut) und der Nürnberger Eigenherr von Haller (1 Hof, 2 Halbhöfe, 3 Güter). Von 1797 bis 1808 unterstand der Ort dem Justiz- und Kammeramt Ansbach. Es gab zu dieser Zeit elf Untertansfamilien, von denen fünf ansbachisch waren.
Im Rahmen des Gemeindeedikts wurde Steinbach dem 1808 gebildeten Steuerdistrikt Großhaslach und der 1811 gegründeten Ruralgemeinde Großhaslach zugeordnet. Diese wurde am 1. Mai 1978 im Zuge der Gebietsreform in Bayern in die Gemeinde Petersaurach eingegliedert.

### Ehemaliges Baudenkmal
- Haus Nr. 10 (ehemalige Brauerei): zweigeschossiger Bau, wohl noch des 17. Jahrhunderts mit zweigeschossigem Giebel, Fachwerkobergeschossen und Ladegaube; tonnengewölbter Keller mit gefasster Quelle[14]

### Einwohnerentwicklung
| Jahr      | 001818 | 001840 | 001861 | 001871 | 001885 | 001900 | 001925 | 001950 | 001961 | 001970 | 001987 | 002009 | 002015 | 002022 |
| Einwohner | 97     | 106    | 103 *  | 104    | 102    | 103    | 101    | 167    | 101    | 114    | 94     | 119 *  | 117 *  | 140 *  |
| Häuser    | 17     | 18     |        |        | 19     | 20     | 20     | 22     | 21     |        | 28     |        |        |        |
| Quelle    | [ 16 ] | [ 17 ] | [ 18 ] | [ 19 ] | [ 20 ] | [ 21 ] | [ 22 ] | [ 23 ] | [ 24 ] | [ 25 ] | [ 26 ] | [ 1 ]  | [ 1 ]  | [ 1 ]  |

## Religion
Der Ort ist seit der Reformation evangelisch-lutherisch geprägt und nach St. Maria (Großhaslach) gepfarrt. Die Einwohner römisch-katholischer Konfession waren ursprünglich nach Unsere Liebe Frau (Heilsbronn) gepfarrt, seit 1992 ist die Pfarrei St. Franziskus (Neuendettelsau) zuständig.

## Bildergalerie

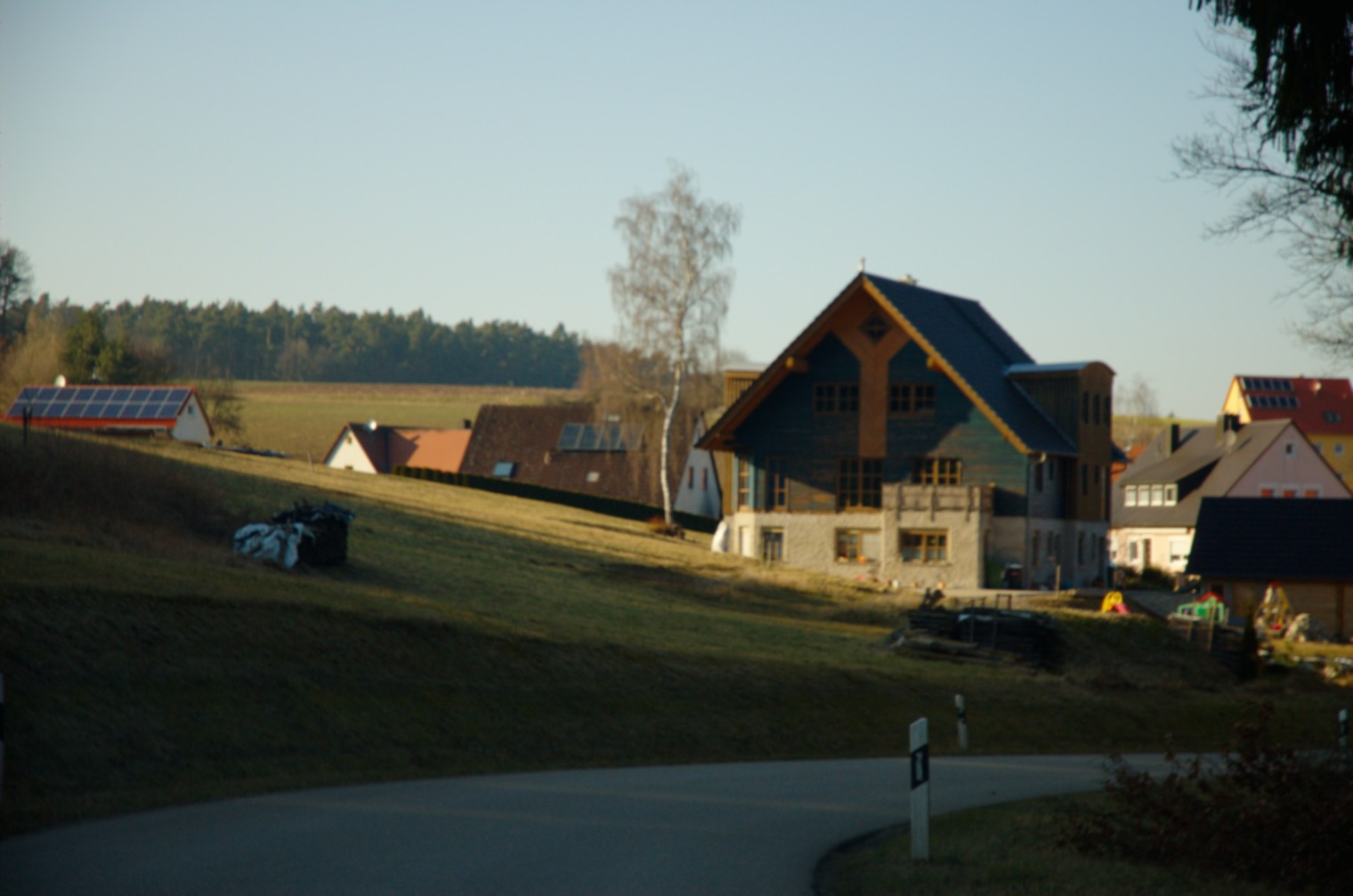
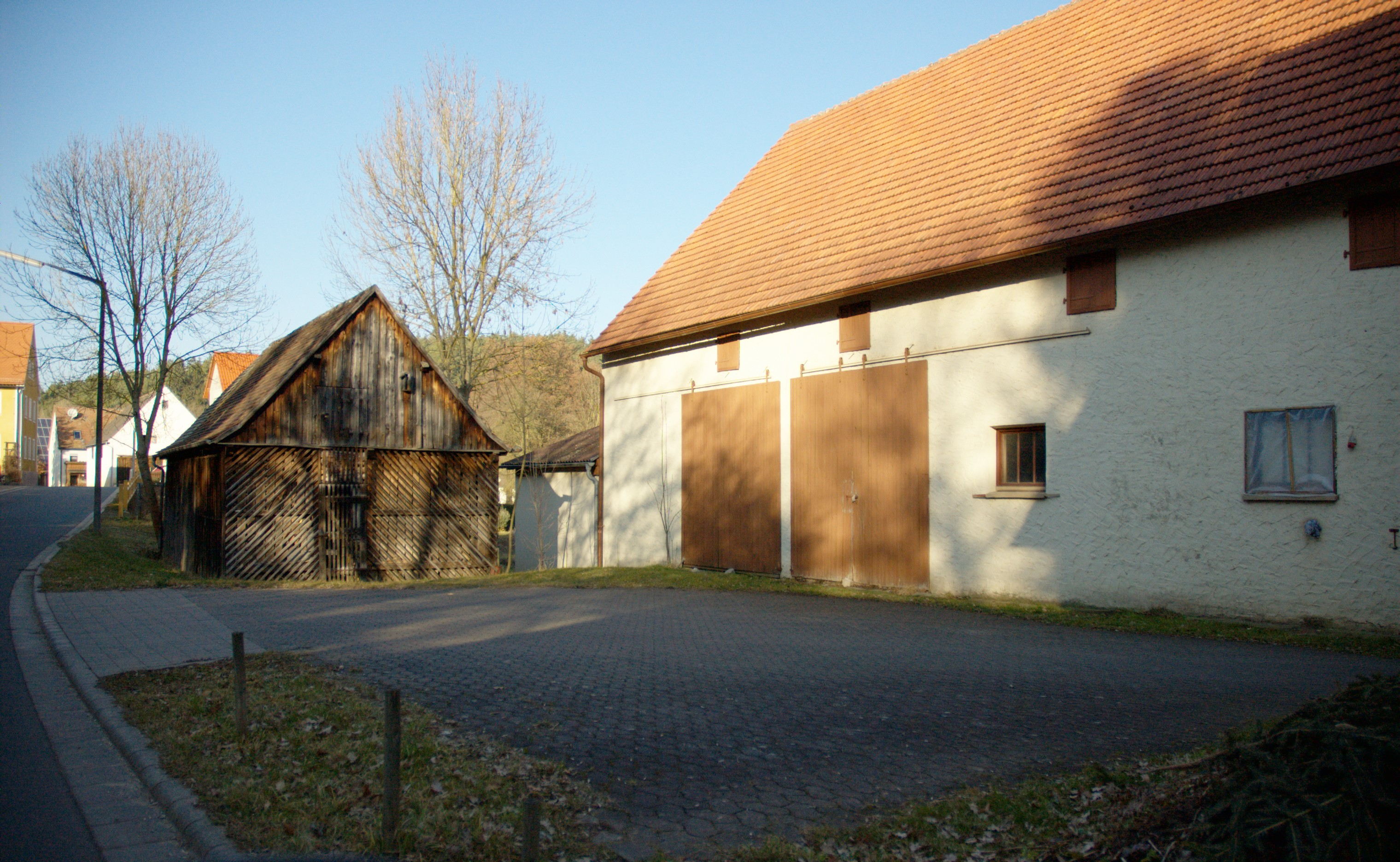
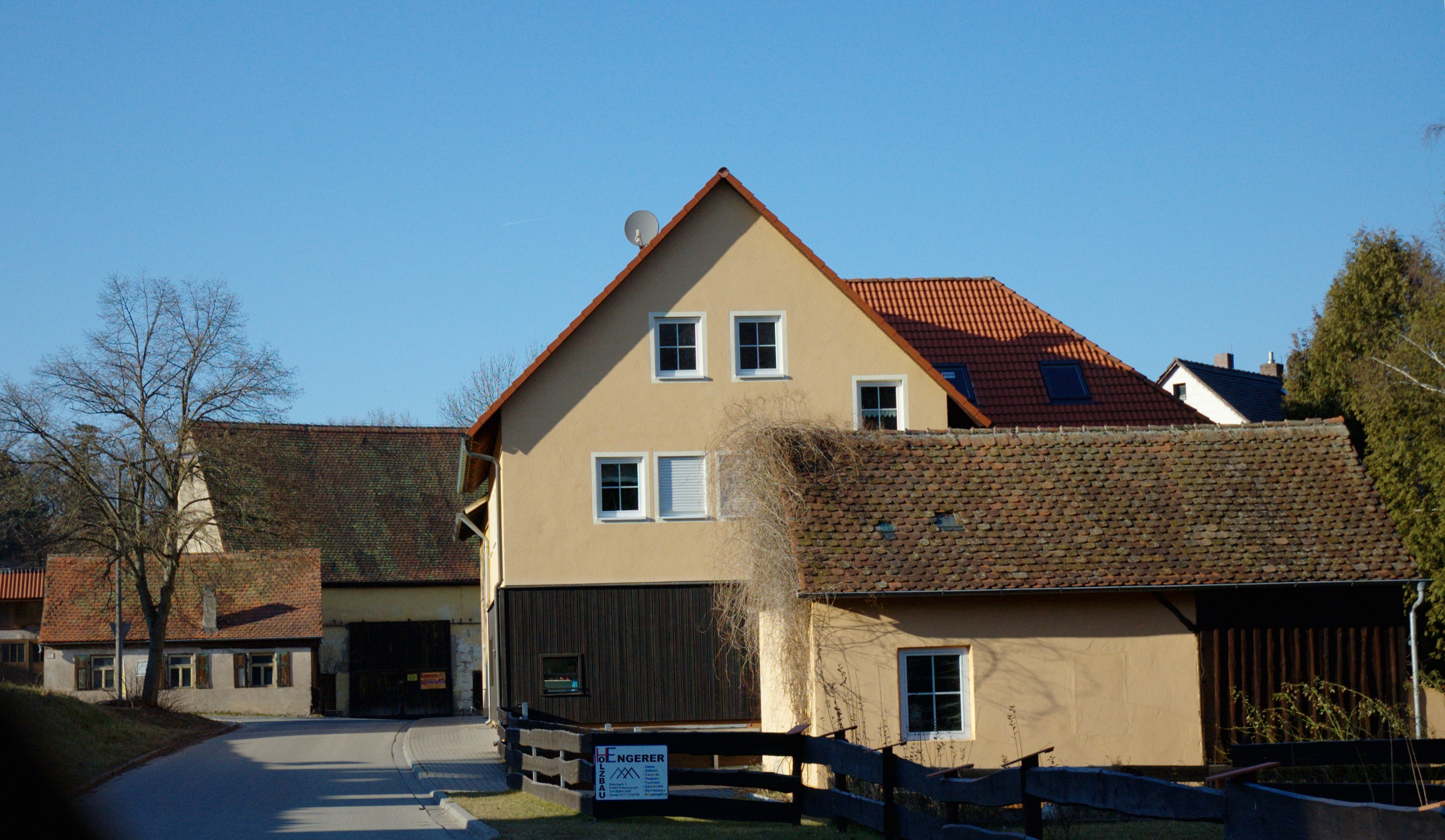
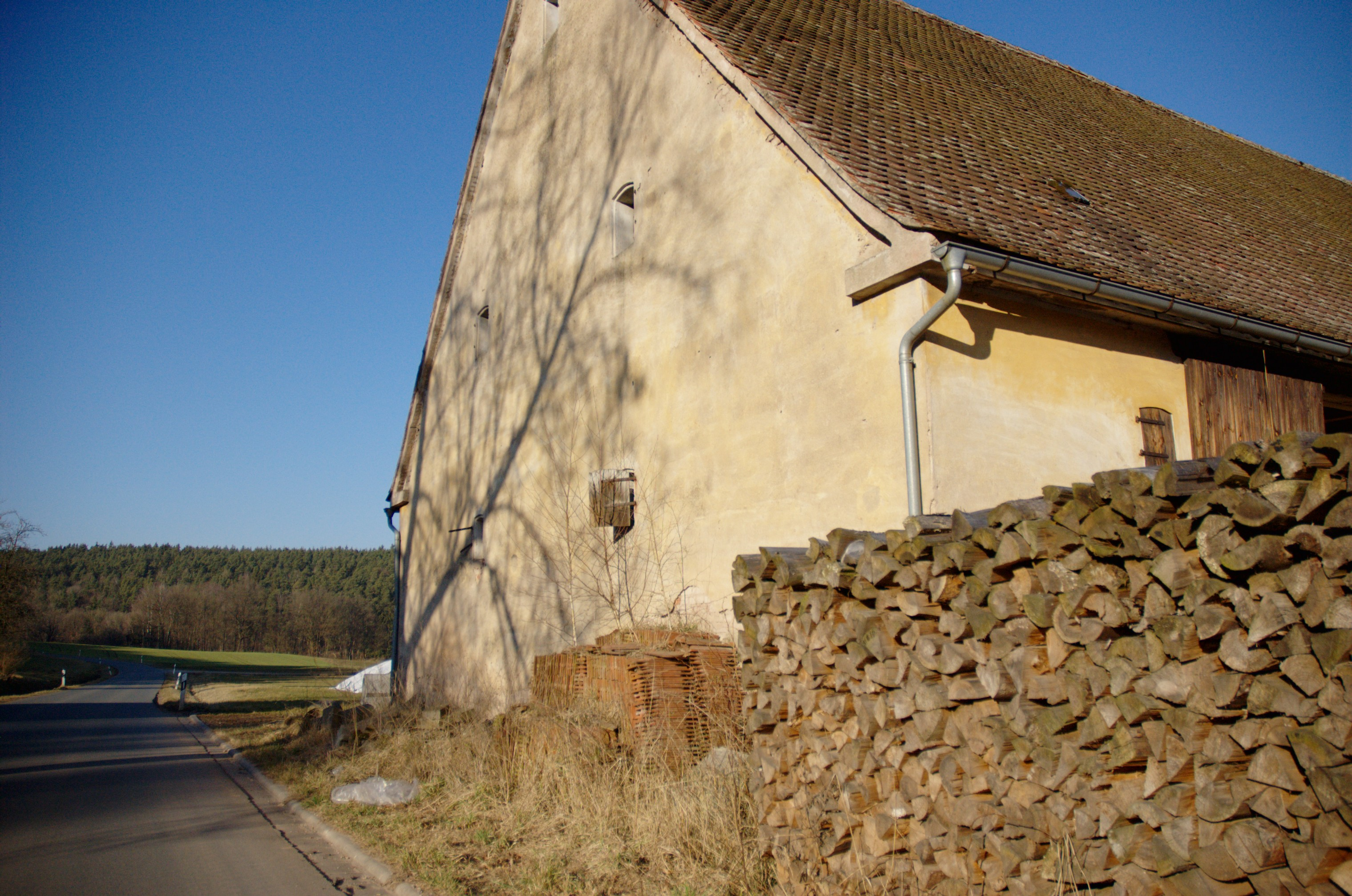